# 蘇羅夫齊夫卡
49°6′34″N 38°20′13″E / 49.10944°N 38.33694°E
蘇羅夫齊夫卡（烏克蘭語：Суровцівка）是位於烏克蘭東部的村莊，由盧甘斯克州北頓涅茨克區的克雷明納市鎮負責管轄。該村始建於1960年，面積0.08平方公里，海拔高度152米，2001年人口8，人口密度每平方公里100人。